# Zenodorus swiftorum
Zenodorus swiftorum es una especie de araña saltarina del género Zenodorus, familia Salticidae. Fue descrita científicamente por Zhang & Maddison en 2012.
Habita en Nueva Guinea. Zenodorus swiftorum es común pero variable en la Australia tropical y los países del norte. Las hembras son un poco más grandes que los machos.